# Pleine de Grâce
'Pleine de Grâce' est un cultivar de rosier grimpant obtenu en 1983 par le rosiériste belge Louis Lens et lancé au commerce en 1984. Il doit son nom à la prière de l'Ave Maria (« Je vous salue Marie, pleine de grâce... »)

## Description
Le rosier-liane 'Pleine de Grâce' aux rameaux arqués et exubérants peut s'élever jusqu'à 5 mètres, parfois plus. Il arbore des bouquets multiples de roses blanches de forme simple (4-8 pétales) et parfumées s'ouvrant sur de belles étamines dorées. Sa floraison, plutôt tardive, est extrêmement généreuse et non remontante. Il donne de jolis fruits rouges à l'automne.
Il peut être conduit en rosier-liane, palissé sur un mur ou bien former un arbuste dans un grand jardin. Il supporte la mi-ombre. Sa zone de rusticité est de 6b à 9b. On peut l'admirer à la roseraie de Bagatelle.
'Pleine de Grâce' est issu de 'Ballerina' (Bentall, 1937) × Rosa filipes Rehder & E.H.Wilson.

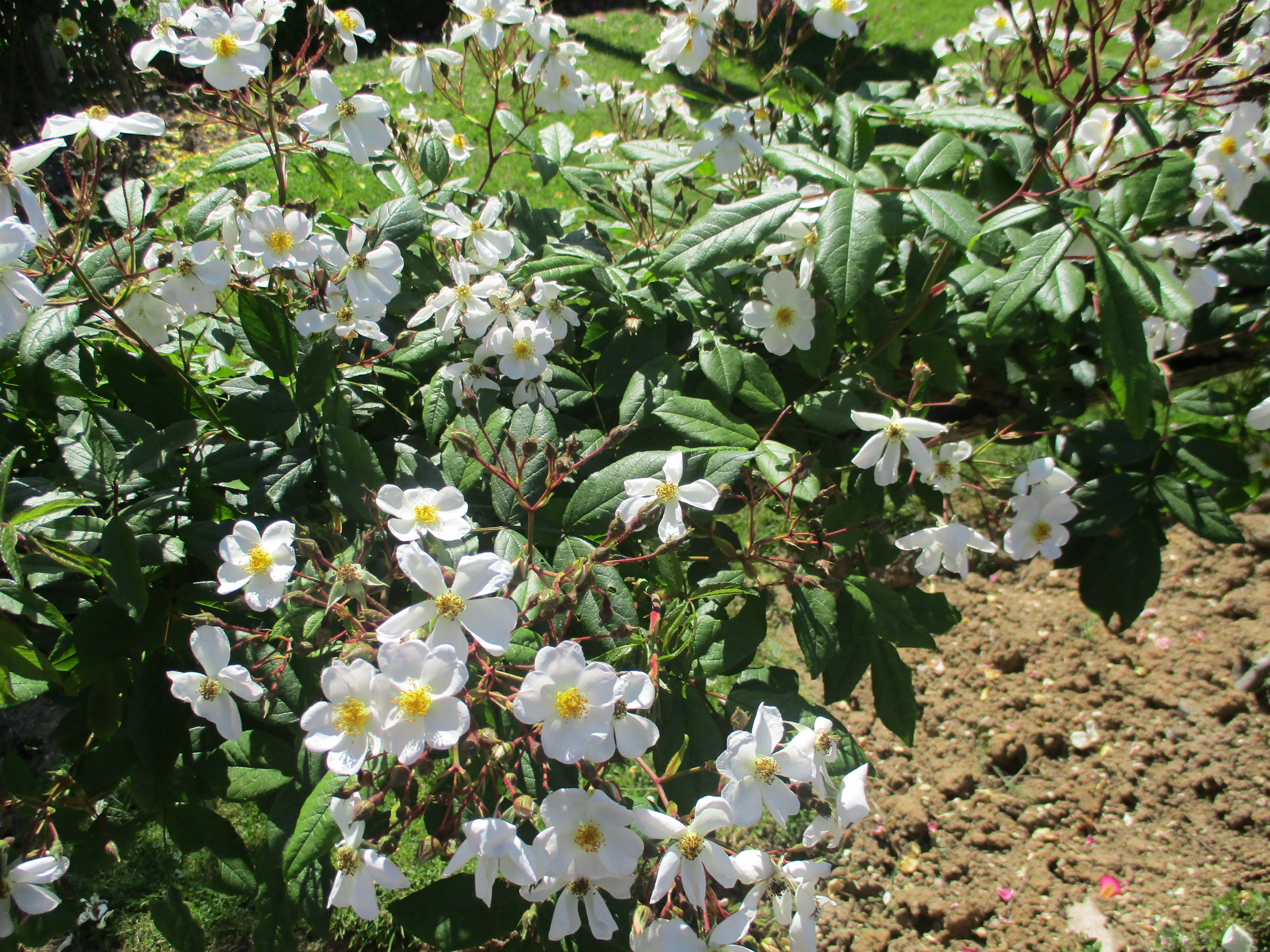
'Pleine de Grâce' à Bagatelle.